# 大西利夫
大西 利夫（おおにし としお、1889年2月2日 - 1977年4月9日）は、日本の新聞記者、演劇評論家。劇作家。

## 経歴
1914年に京都帝国大学文科大学国文科を卒業後、大阪朝日新聞社に入社。1918年8月26日夕刊の「寺内正毅内閣弾劾関西記者大会」の記事を執筆する中で「白虹日を貫く」との中国古語を使ったが、これは兵乱の前兆を示唆する不穏当な表現であり、白虹事件と呼ばれる日本の新聞の歴史でも類をみない筆禍事件を招いた。大阪朝日新聞および大西は新聞紙法違反で告訴され、大阪朝日新聞は新聞の発売禁止こそ免れたものの、大西は禁錮2月の有罪判決を受けた。
新聞社を退社後は、関西演劇界へ身を投じ、文楽による『ハムレット』、『蝶々夫人』、『椿姫』など外国劇の脚本を多数作り上げた。また、1950年には大阪府に対し「大阪府民劇場制度」の創設について提言。市民が舞台芸術に触れる機会を自治体が提供する政策立案に寄与した。
1977年4月9日、心不全のため大阪府枚方市内の病院で死去。88歳。